# Университет Либерти
Университет Либерти (англ. Liberty University) — частный американский университет христианской евангельской баптистской конгрегации. Находится в городе Линчберг в штате Вирджиния. Входит в Ассоциацию Южных баптистских колледжей и школ (Association of Southern Baptist Colleges and Schools).

## История
Университет основал баптистский проповедник Джерри Фалуэлл под названием «Lynchburg Baptist College» в 1971 году. В 1994 году колледж получил статус университета и своё нынешнее название.

## Учение
Университет проповедует доктрину консервативного евангелического христианства. Первокурсники обязаны взять три курса по изучению Библии и христианства в свой первый год обучения. В университете преподаётся радикальная креационистская теория молодой Земли, согласно которой Библия является достоверным и буквально понимаемым историческим и научным источником.
Академический кодекс чести университета, известный под названием «Путь свободы» («Liberty Way»), запрещает не только секс до брака, но также и личные отношения между студентами / сотрудниками противоположного пола. Университет считается «бастионом правого христианства» в американской политике и является «кузницей кадров» для консервативных республиканцев.